# Дешпортіву Санді
Групу Дешпортіву Санді або просто Дешпортіву Санді (порт. Grupo Desportivo Sundy) — аматорський футбольний клуб з Санді на острові Принсіпі, в Сан-Томе і Принсіпі.

## Історія
Команду створено 4 грудня 1978 року в Санді на острові Принсіпі. Вона має прізвисько «Нігерія».
В 1999 році клуб виграв Чемпіонат острова Принсіпі та вийшов до фіналу національного чемпіонату, де програв клубу Інтер (Бум-Бум), а в 2001 році програли у фіналі національного чемпіонату клубу Байрруш Унідуш. Але цього ж сезону клуб у національному кубку переміг більш іменитого суперника, клуб Віторія (Рібокуе), перемігши з рахунком 4:3, при чому вирішальний м'яч було забито лише на останній хвилині матчу.. Віторія (Рібокуе) 12 травня реваншувався (за поразку в сезоні 2001 року) в фіналі національного кубку сезону 2006/07 та переграв Дешпортіву Санді.
6 березня 2010 року доля знову звела Віторію та Дешпортіву Санді в національному фіналі, але цього разу чемпіонату. Після 11 хвилин гри у другій половині матчу Віторія (Рібокуе) програвала з рахунком 1:3 гравці цієї команди відмовилися продовжувати матч через невдоволення з приводу призначеного пенальті за порушення правил на гравцю Дешпортіву Санді. Після довгих хвилин очікування Дешпортіву Санді був оголошений переможцем матчу та чемпіонату загалом..

## Досягнення
- Чемпіонат Сан-Томе і Принсіпі: 1 перемога

2009/10
- Чемпіонат острова Принсіпі: 4 перемоги:

1989, 2000, 2001, 2009
- Кубок острова Принсіпі: 4

2001, 2007, 2009, 2013